# Auguste Boué de Lapeyrère

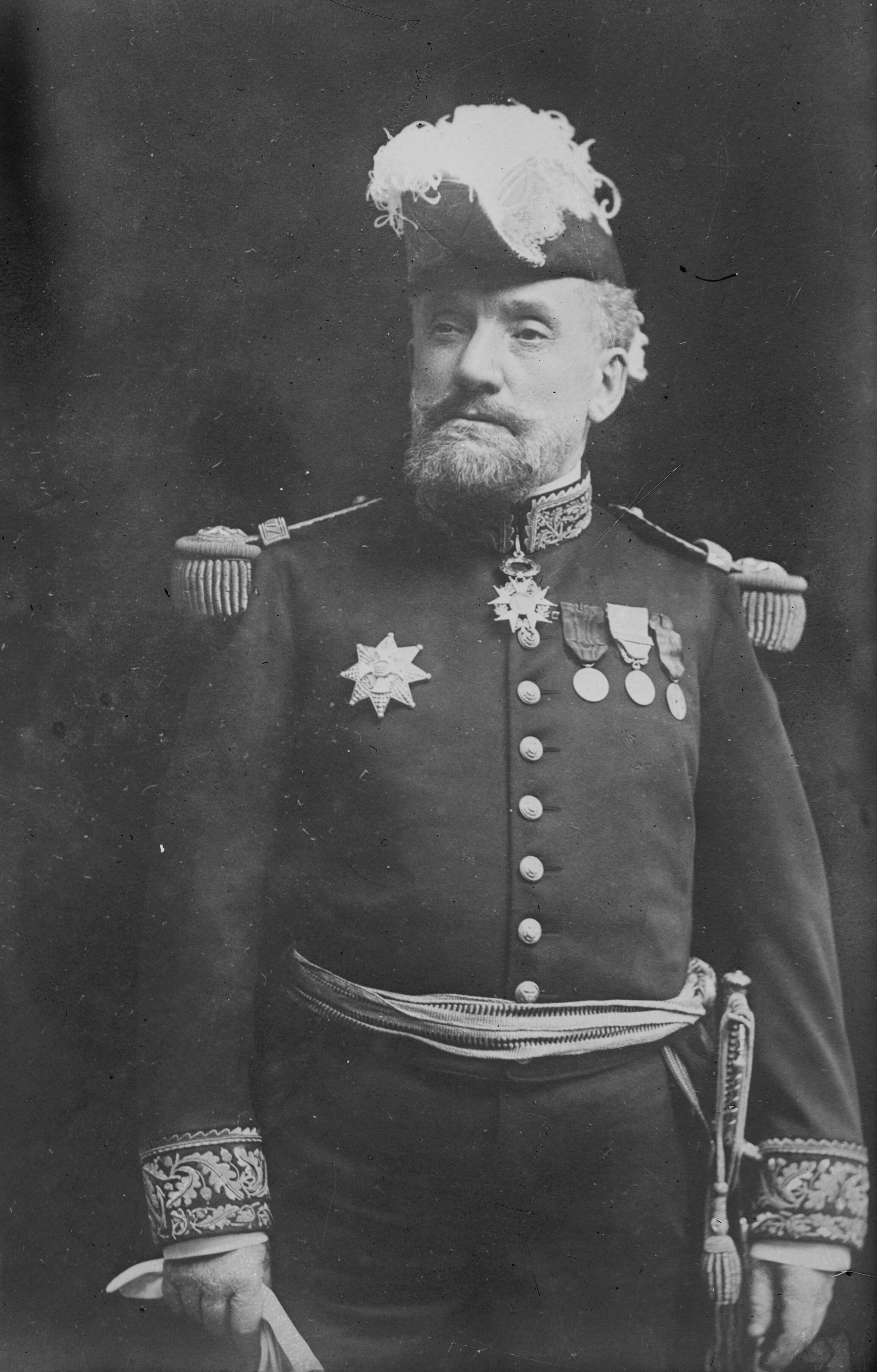
Admiral Auguste Boué de Lapeyrère

Augustin „Auguste“ Emmanuel Hubert Gaston Marie Boué de Lapeyrère (* 18. Januar 1852 in Castéra-Lectourois, Département Gers; † 16. Februar 1924 in Pau, Département Basses-Pyrénées) war ein französischer Admiral der Marine Nationale und Politiker, der unter anderem zwischen 1909 und 1911 Marineminister war.

## Leben
Augustin „Auguste“ Emmanuel Hubert Gaston Marie Boué de Lapeyrère, Sohn von Louis-Emmanuel Boue de Lapeyrère und Thérèse Dupouy, wurde nach dem frühen Tod seines Vaters unter die Vormundschaft seines Onkels, Admiral Augustin Dupouy (1808–1868), gestellt. Am 1. Oktober 1869 begann er seine Ausbildung zum Seeoffizier an der École navale, die er am 1. August 1871 abschloss. Als Fähnrich zur See kam er unter anderem als Ausbilder zum Einsatz und war im Südatlantik zwischen 1878 und 1881 Kommandant eines Torpedobootes. Unter dem Kommando von François Ernest Fournier und Amédée Courbet nahm er als Erster Offizier des Dampfschiffs Volta an der Tonkin-Kampagne (Juni 1883 bis April 1886) teil und zeichnete sich in deren Verlauf im Chinesisch-Französischen Krieg (August 1884 bis April 1885) in der Seeschlacht von Fuzhou (23. August 1884) dadurch aus, dass er das chinesische Geschwader angriff, mehrere Dschunken und Sampans außer Gefecht setzte und ein Schiff enterte. Anschließend kommandierte er das Kanonenboot La Vipère und diente 1886 als Zweiter Kommandant auf dem in der Levante eingesetzten Kreuzer Seignelay. Im November 1889 wurde er zum Fregattenkapitän (Capitaine de frégate) befördert und erhielt die Aufgabe, die Erprobung des Kreuzers Cosmao in Rochefort zu begleiten, dessen Kommando er im Mittelmeergeschwader (Escadre de la Méditerranée) übernahm.

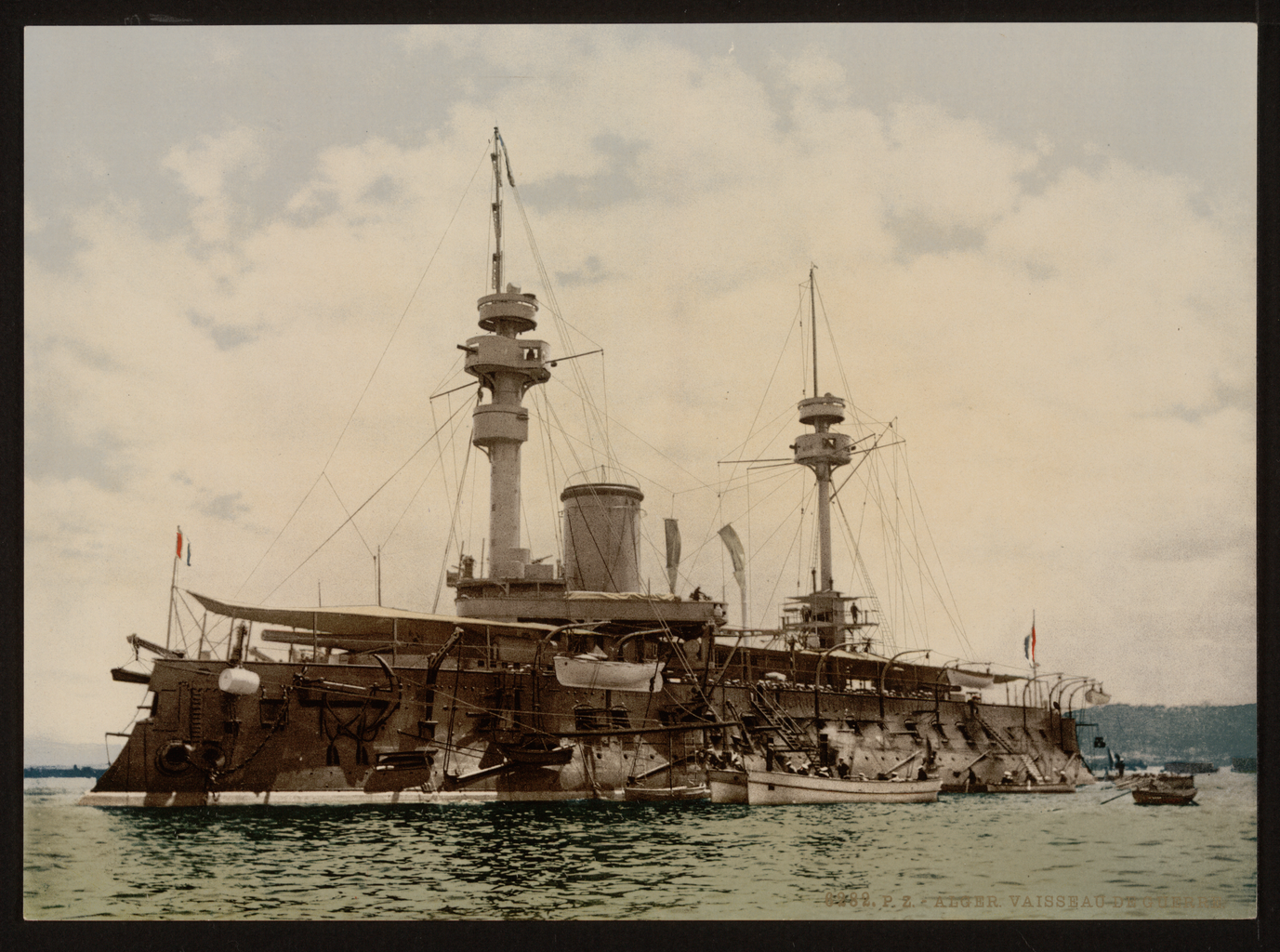
1894 wurde er Kommandant des Panzerschiffs Formidable.

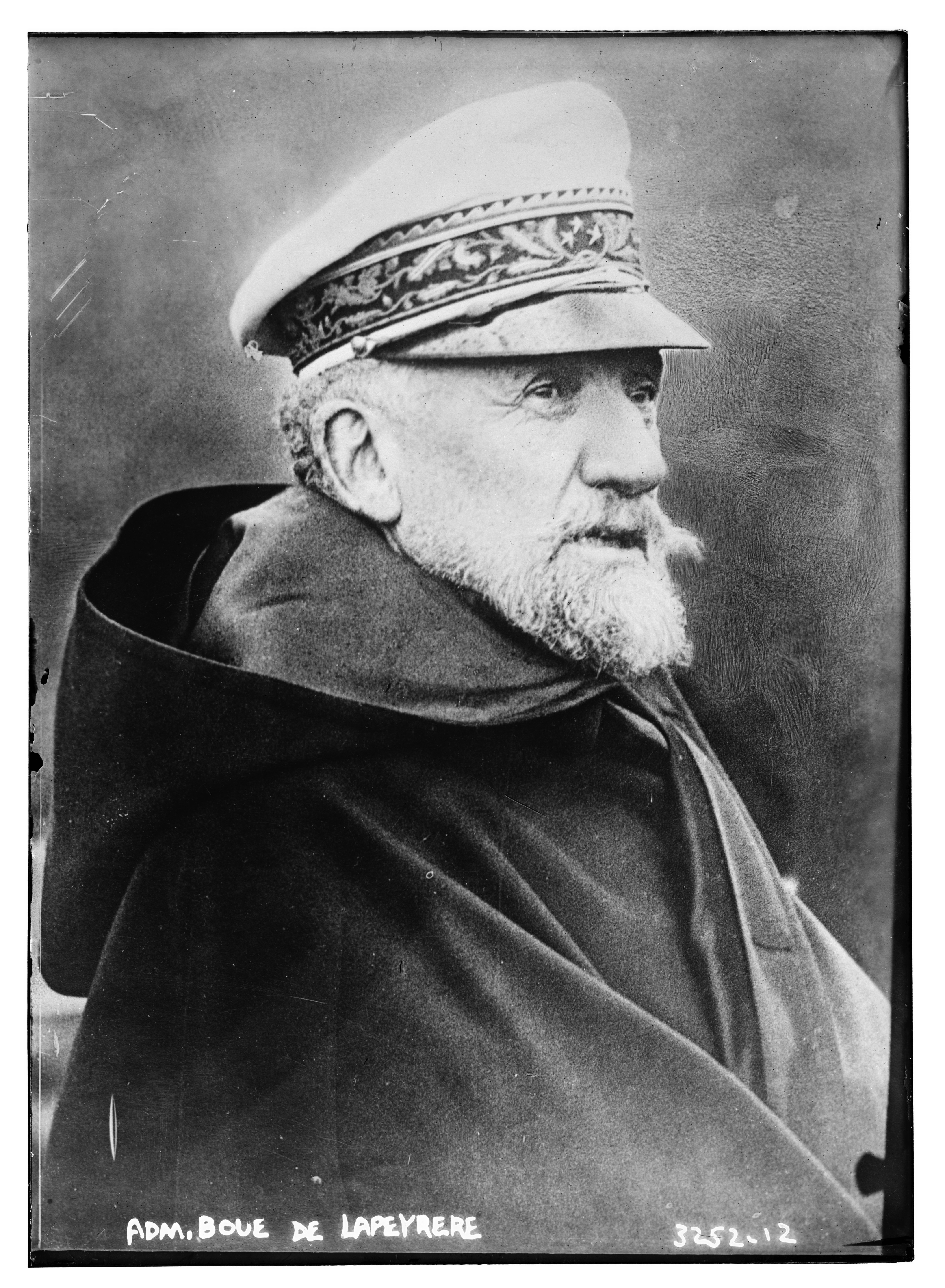
Admiral Boue de Lapeyrere als Marineminister (1910)

1892 wurde Boué de Lapeyrère zum stellvertretenden Kommandanten des Schlachtschiffs Richelieu ernannt, daraufhin 1894 zum Kommandanten des Panzerschiffs Formidable. Anschließend fungierte er vorübergehend als Adjutant von Marineminister Auguste Mercier und wurde nach seiner Beförderung zum Kapitän zur See (Capitaine de vaisseau) im Juni 1896 Kommandant des zum Nordgeschwader (Escadre du Nord) gehörenden Schlachtschiffs Hoche. 1898 wurde er Kommandant des Kriegsschiffs La Clocheterie in der Division Neufundland und Island (Division de Terre-Neuve et d’Islande) und war im Anschluss zwischen 1899 und 1900 Kommandant des zum Mittelmeergeschwader gehörenden Schlachtschiffs Brennus. Nachdem er 1901 Mitglied der Maschinenkommission war, fungierte er nach seiner Beförderung zum Konteradmiral (Contre-amiral) zwischen 1902 und 1904 als Chef des Stabes der Marinebasis Rochefort. Danach war er von 1904 bis 1906 Kommandeur der Marinedivision Atlantik (Division navale de l’Atlantique), wobei der Schriftsteller Pierre Loti sein Adjutant war. Im Januar 1908 wurde er zum Vizeadmiral (Vice-amiral) befördert und zum Präfekten der Marinebasis Brest ernannt.
Auguste Boué de Lapeyrère übernahm am 24. Juli 1909 im Kabinett Briand I das Amt des Marineministers (Ministre de la Marine) und bekleidete dieses Ministeramt zwischen dem 3. November 1910 und dem 2. März 1911 auch im Kabinett Briand II. Während seiner Amtszeit als Marineminister kam es zur Reorganisation der Dienste, Verjüngung des Personals und zur festen Durchführung von Geschwaderübungen. Des Weiteren beschleunigte er das Tempo des Baus neuer Gebäude und erreichte insbesondere den Stapellauf von Dreadnought der Courbet-Klasse wie die namensgebende Courbet, die Jean Bart, die Paris sowie die France. Zudem bereitete er 1912 das Programmgesetz von 1912 vor, welches von seinem Nachfolger Théophile Delcassé vor.
Nach seinem Ausscheiden aus der Regierung wurde Vizeadmiral Boué de Lapeyrère im August 1911 Kommandeur des Ersten Liniengeschwaders (Première escadre de ligne). Zu Beginn des Ersten Weltkrieges wurde er im August 1914 Oberbefehlshaber der Alliierten im Mittelmeer. Zwar konnte er den Beschuss der algerischen Küste durch die deutsche Mittelmeerdivision nicht verhindern, organisierte jedoch erfolgreich den Schutz der Truppentransporter von Nordafrika nach Frankreich. Außerdem gelang es ihm, die österreichisch-ungarische Flotte in ihren Adriahäfen durch die Otranto-Sperre zu blockieren, einen Kreuzer zu versenken und die dalmatinischen Inseln zu bombardieren und zu besetzen. Im April 1915 wurde der Panzerkreuzer Léon Gambetta jedoch von dem österreichisch-ungarischen U-Boot U 5 torpediert. Dieser Verlust, der die öffentliche Meinung aufwühlte, wurde Boue de Lapeyrère angelastet, der sein Kommando im Oktober 1915 verließ. Für seine Verdienste wurde ihm das Großkreuz der Ehrenlegion verliehen. Er wurde 1916 in die Reserve versetzt und ließ sich in Pau nieder. 1931 wurde sein Leichnam in die Grabstätte des Hôtel des Invalides überführt. Er war ferner der Onkel des späteren Vizeadmirals François Félix „Frix“ Michelier (1887–1966).